# Didymocarpus elatior
Didymocarpus elatior är en tvåhjärtbladig växtart som beskrevs av David Prain. Didymocarpus elatior ingår i släktet Didymocarpus och familjen Gesneriaceae. Inga underarter finns listade i Catalogue of Life.